# Estación Bulnes
La estación Bulnes es una parada ferroviaria ubicada en la localidad chilena de Bulnes, capital de la comuna homónima. 

## Historia
Fue construida en 1870 como parte del ramal Talcahuano - Chillán e inaugurada en 1874. 
Para 2002, es parte del servicio Automotor Nocturno entre las estaciones Alameda y Talcahuano. Actualmente no presenta servicios de pasajeros.
Actualmente el lugar es considerado Inmueble de conservación histórica por la Municipalidad de Bulnes, siendo sometida a trabajos de reparación en 2018 y convertida en sede de una organización vecinal.

## Infraestructura
El recinto estación cuenta con su edificio de pasajeros en pie, así como la bodega principal y viviendas de trabajadores.